# Code de Justinien
Droit byzantin
Droit du haut Moyen Âge
Le Code de Justinien (en latin : Codex Justinianus ou Codex Justiniani), parfois appelé le Code Justinien, forme une partie du Corpus juris civilis. Publié le 7 avril 529, il fut rédigé sous l'empereur romain d'Orient Justinien par une commission de fonctionnaires impériaux et de professeurs des écoles de droit, présidée par le juriste Tribonien ; il s'agit d'un recueil de constitutions impériales publiées depuis Hadrien. Des trois autres parties du « Corpus juris civilis », deux furent publiées sous son règne : le Digeste, recueil de citations de jurisconsultes romains, et les Institutes, manuel de références pour étudiants et traitant du droit des personnes, des biens, des obligations et des actions en justice. Le dernier livre ou Novellae Constitutiones (Nouvelles constitutions ou Novelles), publié après la mort de Justinien mais faisant partie du Corpus, comprend les lois promulguées par l'empereur après la parution de la deuxième édition de son Code en 534.
Ce nouveau code remplaçait les Codex Gregorianus (édits de l’an 196 à Dioclétien), Codex Hermogenianus (édits de Dioclétien à 304) et Codex Theosianus (Constitutions publiées depuis Constantin le Grand). 
Il visait à regrouper par sujets les édits impériaux toujours en vigueur tout en éliminant les répétitions et les contradictions des textes précédents. Les travaux ayant conduit à sa publication ayant soulevé de nombreuses questions et Justinien lui-même ayant continué à promulguer des lois, une seconde version devint bientôt nécessaire qui fut publiée en 534 (Codex repetitae praelectionis). Rédigée en grande partie en latin, cette seconde version est répartie en sujets traitant des problèmes socio-économiques de cette période sous forme de législation administrative, pénale, civile et ecclésiastique. De façon générale, le Code justinien vise à moderniser le droit hérité de ses prédécesseurs en tenant compte des enseignements de la religion chrétienne, notamment en ce qui concerne les droits des femmes et l'affranchissement des esclaves.

## Contexte historique

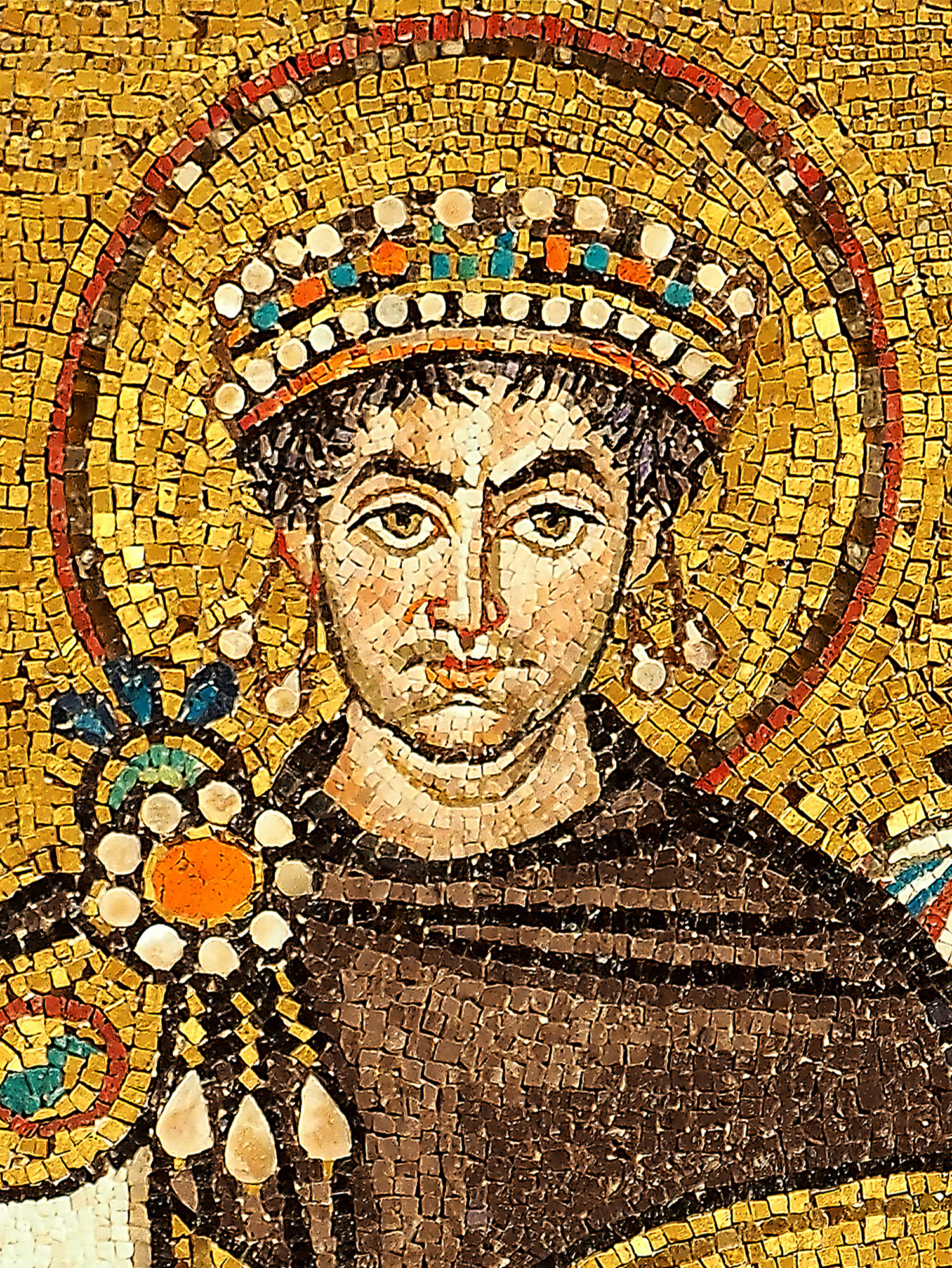
Mosaïque représentant Justinien Ier (Basilique de San Vitale - Ravenne).

De temps immémoriaux, le droit s’était avéré un des piliers de la civilisation romaine. Ulpien, l’un des plus remarquables juristes romains du début du IIIe siècle, en définissait ainsi les principes : « La justice réside dans un désir bien ancré et éternel de rendre à chacun ce qui lui est dû […] Voici les principes du droit : vivre honorablement, ne pas faire de mal à autrui, donner à chacun la possession de ce qui lui appartient légitimement. ».
Toutefois, en 527, lorsque Justinien accède au trône, le droit reposait sur une vaste littérature regroupée en deux grandes masses de jurisprudence. La première ou Ius Vetus (Vieux droit) renfermait les lois et décrets du Sénat de Rome (Senatus consulta) ainsi que des écrits des juristes prééminents de l’époque dont les jugements avaient force de loi (Ius respondandi). La deuxième ou Ius Novum (Nouveau droit) renfermait les constitutions impériales postérieures au IIe siècle. Celles-ci avaient été réunies au IIIe siècle par deux éminents juristes qui leur avaient donné leur nom : le Code grégorien (codex Gregorianus, publié en 291) et le Code hermogénien (codex Hermogenianus, publié en 295),.
En 426, l’empereur d’Occident, Valentinien III (r. 425 - 455) avait tenté de mettre de l’ordre dans tous ces textes dont certains se contredisaient alors que d’autres étaient obsolètes en décrétant que seuls les avis juridiques de quatre éminents juristes du passés (Papinius, Pause, Ulpien, Modestinus), ainsi que le grand juriste du Ier siècle, Gaïus  pouvaient être cités devant les tribunaux. Si ceux-ci faisaient référence à des prédécesseurs comme Julien, Scaevola, Sabinus et Marcellus, ceux-ci pouvaient également être cités à condition que leurs commentaires puissent être vérifiés dans des copies encore existantes. En cas d’opinions divergentes, celles de la majorité devait l’emporter, surtout si elle incluait l’avis de l’éminent juriste du IIe siècle, Papinien,.
En Orient, Théodose II (r. 408 - 450) avait publié un nouveau code qui regroupait les édits publiés depuis Constantin le Grand jusqu’à 438. À cette fin, il avait chargé un comité de juristes sous la présidence du préfet du prétoire Antiochus de réunir toutes les lois publiées depuis 312, les autorisant à supprimer introductions et verbiage, à en clarifier les textes et à en éliminer les contradictions.
À cela s’ajoutait une autre difficulté. Depuis la mort de Théodose Ier (r. 379-395), l’empire romain était divisé entre une partie occidentale et une partie orientale. En théorie, les lois étaient promulguées aux noms des deux empereurs et avaient force de loi dans les deux parties de l’empire; en pratique les difficultés de communication rendait la chose presque impossible. À partir de Théodose II, aucune loi promulguée par un empereur dans une partie de l’empire ne pourra s’appliquer dans l’autre partie à moins d’avoir été formellement notifiée au deuxième empereur et promulguée également par lui. C’est ainsi qu’en 447 Théodose II enverra un ensemble de trente-cinq nouvelles lois à Valentinien III qui les promulguera en Occident. Nous avons connaissance d’autres lois envoyées d’Orient vers l’Occident, mais il n’existe aucune trace de réciprocité de la part de Valentinien III ou de ses successeurs vers l’Orient.
L’empire d’Occident devait du reste s’éteindre quelque trente ans après la promulgation du code théodosien. Dans le royaume des Wisigoths qui lui succéda, le roi Alaric II (r. 484-507) publia en 506 une version abrégée du code, connue sous le nom de « Breviarum », préparée par une commission d’experts et approuvée par les autorités civiles et religieuses de ses provinces. Il devait devenir le seul code de droit romain faisant autorité dans le royaume des Wisigoths, mais ne s’appliquait toutefois qu’aux citoyens romains, les citoyens goths étant régis par leurs propres lois.

## Élaboration

L’Empire byzantin après les conquêtes de Justinien ier.

En s’attaquant dès le début de son règne à la révision du droit romain, Justinien poursuivait un double but. Le premier, d’ordre pratique, était de permettre aux juges grâce au Code et aux Novelles, avec l’aide du Digest, d’interpréter le droit de façon uniforme. Mais le deuxième, encore plus important, était de traduire dans le droit, sa vision du monde, un monde où régnerait la civilisation romaine, guidé par l’orthodoxie chrétienne telle que définie par l’empereur qui est à la fois souverain et prêtre (en grec : basileia / hierosynè; en latin : imperium / sacerdotum).
Le 13 février 528, un an après son accession au trône, Justinien publia la constitution Hac quae necessario créant une commission de dix juristes ayant pour mandat de revoir les compilations précédentes ainsi que les lois qui n’y étaient pas incluses, d’éliminer tout ce qui était dépassé ou non nécessaire, d’apporter les changements qu’elle jugerait souhaitable, afin de produire une nouvelle compilation des lois impériales toujours en vigueur. Elle était présidée par le préfet du prétoire Jean de Cappadoce, ancien quaestor et à ce titre à la tête des affaires juridiques du gouvernement; elle comptait parmi ses membres le juriste Tribonien qui devait par la suite présider les autres projets inclus dans le Corpus Juris Civilis.
Travaillant d’arrache-pied, cette commission réussit à terminer son travail en quatorze mois. Ses résultats furent publiés en avril 529 dans la constitution Constitutio Summa. Toutefois, simple compilation, elle n’éliminait pas les opinions divergentes qui s’étaient accumulées au cours des siècles dans le droit romain, si bien que le nouveau code devait être utilisé en tenant compte des opinions parfois conflictuelles des anciens juristes. Justinien tenta d’harmoniser ces opinions divergentes dans son édit « Cinquante Décisions » (Quinquaginta decisiones).
Quelque vingt mois plus tard, Justinien décida de créer une nouvelle commission qui aurait pour tâche de réunir, non pas les constitutions impériales, mais les avis donnés par les juristes et ce, depuis le début de l’empire. Le 15 décembre 530, une nouvelle commission de seize membres fut formée. Jean de Cappadoce devant se consacrer entièrement à ses tâches de préfet du prétoire d’Orient, celle-ci fut présidée par le juriste Tribonien. Cette nouvelle commission devait produire le 16 décembre 533 le Digeste, réparti entre cinquante livres divisés en quatre-cent-trente-deux « titres » après avoir consulté quelque 2 000 livres (un livre équivalent à la longueur totale d’un papyrus) et lu quelque trois millions de lignes écrites par les juristes du Ier siècle au IVe siècle,.
Ce nouveau travail avait toutefois révélé des lacunes dans le Code précédent d’autant plus que, législateur infatigable, Justinien avait continué à promulguer de nouvelles lois. Une nouvelle commission fut donc créée, encore une fois présidée par Tribonien, mais ne comportant cette fois que quatre autres juristes. Une nouvelle mouture du Code put ainsi être présentée le 16 novembre 534 sous le nom de Codex Justitianus repetitae praelectionis (Code justinien des lectures résumées). Cette version fut promulguée avant la fin de l’année et reprenait en douze livres les constitutions assemblées depuis l’empereur Hadrien (r. 117-138) jusqu’à la date de parution. Elle fut promulguée non seulement dans la partie orientale de l’empire, mais également dans les territoires reconquis par Justinien en Afrique, en Italie et dans les autres provinces d’Occident. Le premier code  (le Codex Vetus) fut mis de côté et ne nous est pas parvenu; le code que nous connaissons et qui fut traduit en français par P.A. Tissot au début du XIXe siècle est donc cette deuxième version,.
En six ans, Justinien, Jean de Cappadoce, Tribonien et leurs collègues avaient réussi à comprimer l’ensemble du corpus juridique romain en le regroupant en deux ouvrages de dimension raisonnable : le Code et le Digeste. Comme les Codes grégorien et hermogénien ne sont pas parvenus jusqu’à nous et que seule subsiste une fraction des constitutions promulguées après Théodose, il est impossible de se faire une idée exacte de l’économie ainsi réalisée. J.A. Jones estime toutefois que le Code de Justinien représente le quart ou moins du matériel de départ. De plus, les constitutions ont été regroupées en un seul volume et classées en fonction de leur sujet, les opinions des jurisconsultes organisées de la même façon. Le matériel devenu obsolète a été supprimé. Enfin, les points en litige trouvèrent des solutions et les contradictions supprimées.
Dans la préface de cette seconde version, Justinien annonce son intention de publier par la suite une collection des nouvelles constitutions édictées après la parution du code sous le nom de Novellae Constitutiones. Effectivement il promulguera quelque cent cinquante nouvelles lois jusqu’à sa mort. Dans la pensée de Justinien, celles-ci auraient peut-être constitué une troisième version du code à moins qu’elles n’aient été annexées à la seconde version. Toutefois le projet ne devait jamais se matérialiser. Quelques juristes, néanmoins, les colligèrent pour leur utilisation personnelle; trois compilations sont ainsi parvenues jusqu’à nous. La plus ancienne fut établie quelque peu après 555; elle contient une version abrégée en latin de quelque cent-vingt-quatre constitutions établie par un professeur de droit de Constantinople nommé Julien. Une deuxième datant d’avant 582 contient cent-soixante-huit constitutions incluant certaines pièces de législation de Justin II et de son successeur Tibère. La troisième, connue sous le nom d’Authenticum contient cent-trente-quatre constitutions rédigées en grec dans une transcription latine,.

## Aperçu du code

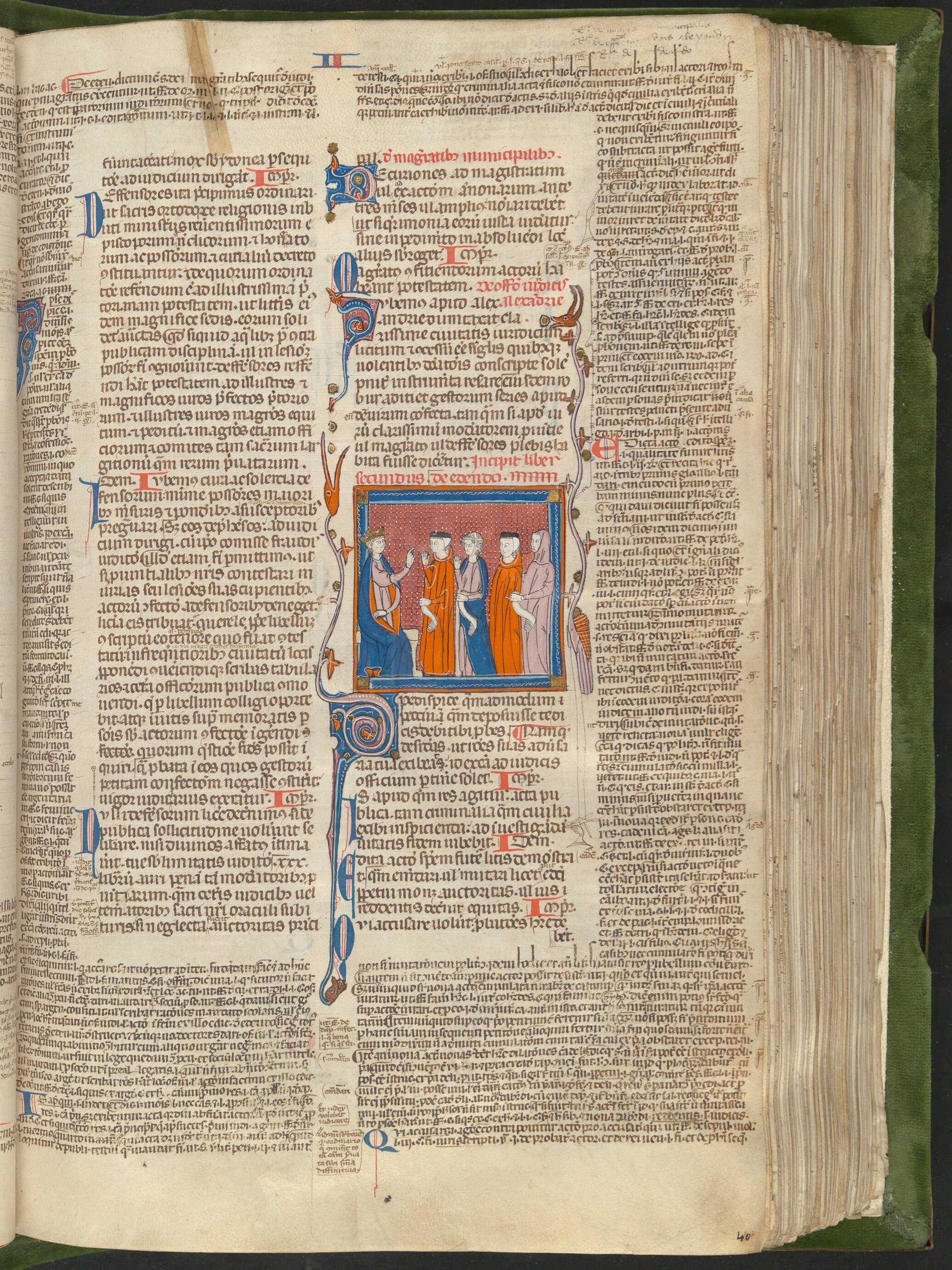
Extrait du manuscrit « Codex Justiniani I-IX » copié par Fraciscus Accursius (XIII) (Bibliothèque universitaire de Ghent).

La seconde version du Code se présente sous forme de douze livres traitant de sujets particuliers :
- livre I : droit ecclésiastique ;

- livre II : procédure judiciaire ;

- livres III à VIII : droit privé ;

- livre IX : droit pénal ;

- livre X : droit fiscal ;

- livres XI et XII : droit administratif.

Sa principale caractéristique est de faire de l'empereur l’unique source du droit : contrairement à la pratique antérieure où les magistrats pouvaient imposer les règles de droit, ce privilège est maintenant réservé à l’empereur. En matière de droit civil, les lois de Justinien tendent à protéger l’individu contre les abus de l’esclavage et du servage, ainsi que ceux de la femme en matière de mariage et d’héritage; en ce qui concerne le droit administratif, elles visent à rendre plus efficace l’administration des provinces en y luttant contre la corruption.
La principale innovation concerne l'affirmation des droits dont les citoyens doivent bénéficier : la distinction romaine entre le droit civil des citoyens et le droit des gens est abolie au profit du droit des gens. Cette innovation se marquera par une protection accrue du droit des faibles : simplification des procédures d'affranchissement des esclaves, qui deviennent alors citoyens à part entière, égalité entre tous les citoyens et suppression de la distinction entre les dediticii, les latins juniens et les autres citoyens romains. La liberté des esclaves libérés doit être absolue et ceux-ci doivent se conduire comme s’ils étaient nés libres. Les charges imposées par un patron à un employé doivent être raisonnables et lui donner suffisamment de temps libre pour qu’il puisse gagner sa vie . Toutefois, ses lois furent beaucoup moins libérales en ce qui concerne les « adscripti coloni » ou métayers, « libres » en théorie, mais liés au propriétaire de la ferme par des conditions ressemblant à de l’esclavage et qui ne pouvaient échapper à leur condition qu’en devenant évêques, reflet d’une situation où la main-d’œuvre agricole se faisait rare et devait être maintenue sur la terre qu’elle cultivait,.
En droit familial, Justinien diminue la puissance paternelle en faisant interdire la noxæ deditio, qui permettait au père de famille de livrer son enfant en réparation des dommages qu'il avait commis et en supprimant la règle par laquelle le père conservait la propriété des biens de ses enfants : cette propriété est limitée à un simple usufruit. Les procédures d'émancipation des enfants sont également simplifiées. Justinien diminue aussi la puissance maritale en sanctionnant les divorces sans raison légitime, les remariages. Il allège la sanction de l'adultère de la femme, et reconnaît aux femmes pauvres mariées sans dot un droit dans la succession de leur époux; les femmes se mariant avec dot conservent la propriété de celle-ci,.
En droit successoral, si l'acceptation et la renonciation à succession sont conservées, les héritiers obtiennent le droit d'inventaire, limitant leur contribution au passif successoral à concurrence de l'actif. Un droit de succession est reconnu aux enfants naturels.
En droit pénal, Justinien réduit la rigueur des mutilations, interdisant ainsi de faire couper les deux mains et les deux pieds aux criminels et en interdisant la mutilation pour les voleurs. Toutefois la peine de mort s’appliquera aux homosexuels masculins, le législateur voyant dans la colère divine se manifestant par des famines, des tremblements de terre et des épidémies le résultat de leurs gestes et la tolérance des cités qui les abritent.
Un ensemble de novelles touchera également l’administration des provinces sans que l’on y retrouve un plan de réforme générale. Ces dernières viseront l’efficacité de leur administration, modifiant le nombre de celles-ci, amalgamant pouvoir civil et pouvoir militaire. Les gouverneurs provinciaux et hauts-fonctionnaires devront prêter serment à l’effet qu’ils n’ont fait aucun paiements pour l’obtention de leurs charges. Les hauts-fonctionnaires obtiendront également des pouvoirs accrus pour en matière d’appel de façon à assurer une justice plus expéditive en même temps qu’à libérer le temps que l’empereur devait consacrer à ces causes.

## Transmission

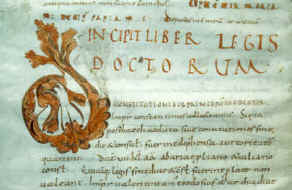
Manuscrit du Bréviaire d'Alaric conservé à la Bibliothèque du Patrimoine de Clermont Auvergne Métropole, X.

En dépit de l’effort colossal qu’il représentait, il ne semble pas que le Code ait eu un impact considérable sur la vie judiciaire de l’empire que ce soit en Orient ou en Occident.
En Orient, rédigé en latin, langue que la plupart des gens ne comprenaient plus, il n’eut guère d’impact qu’à Constantinople. Dans les provinces, les gens préféraient l’arbitrage ou la médiation aux tribunaux officiels, recourant souvent à l’évêque local ou à quelque personnalité réputée pour sa sagesse. Il ne semble pas qu’il ait été mis en œuvre en Égypte où les lois et institutions locales continuèrent à prédominer même là où elles contredisaient la législation impériale. En Occident, le royaume wisigoth continuait à utiliser sa propre adaptation du droit romain, contenue dans le Brevarium d’Alaric II. Dans les régions reconquises par Justinien, la domination romaine fut trop éphémère pour que le code puisse vraiment s’y être introduit et appliqué.
Il ne faut donc pas s’étonner que dès le siècle suivant, le Code de Justinien ait sombré dans l’oubli. Le seul manuscrit connu donnant la version latine complète du Code est un palimpseste du VIe siècle ou VIIe siècle fait à Vérone dont nous possédons encore des fragments,. Dans l’Empire byzantin, le Code fut traduit en grec au IXe siècle et adapté aux mœurs de ce temps dans les Basilika qui furent promulgués par l’empereur Léon VI le Sage (r. 886-912). Également au VIIIe siècle ou IXe siècle les derniers trois livres du Code furent séparés des autres et plusieurs autres lois des neuf premiers livres, incluant celles rédigées en grec, furent omises .
Au Moyen Âge, la version latine du Code fut abrégée en un « Epitome Codex » où des passages furent délaissés et de nombreux changements apportés. Ce n’est que vers la fin du XIIe siècle que des versions plus ou moins complètes du Code furent restaurées auxquelles les humanistes du XVIe siècle ajoutèrent les lois initialement rédigées en grec.
En 1877, Paul Krüger publiera ce qui est considérée comme la version moderne standardisée du Code. En 1932 paraitra une version anglaise complète du Corpus Juris Civilis due à la plume de Samuel Parsons Scott qui fut l’objet de nombreuses critiques. Vers la même époque aux États-Unis le juge Fred H. Blume fit également une traduction du Code et des Novelles, utilisant cette fois la version autorisée de Mommsen, Krüger, Schöll et Kroll. Cette traduction ne fut publiée qu’après sa mort en 2005 sur le site « Annotated Justinian Code ». Une nouvelle version anglaise du Code, basée sur la traduction de Blume fut publiée en octobre 2016.
Une version française des « Douze livres du Code de Justinien »  qui avaient été traduits en français par P.-A. Tissot fut réalisée à partir de l’édition de 1807-1810 et a été publiée en plusieurs tomes en 2016, fruit d’une collaboration entre la BnF et Hachette.